# (10378) Ingmarbergman
(10378) Ingmarbergman est un astéroïde de la ceinture principale.

## Description
(10378) Ingmarbergman est un astéroïde de la ceinture principale. Il fut découvert le 14 juillet 1996 à La Silla par Eric Walter Elst. Il présente une orbite caractérisée par un demi-grand axe de 2,91 UA, une excentricité de 0,03 et une inclinaison de 1,2° par rapport à l'écliptique.

## Compléments